# Мађоне
Мађоне (итал. Magione) је насеље у Италији у округу Перуђа, региону Умбрија.
Према процени из 2011. у насељу је живело 6363 становника. Насеље се налази на надморској висини од 239 м.

## Становништво
Према резултатима пописа становништва 2011. у општини је живело 14.589 становника.
| 1931.  | 1936.  | 1951.  | 1961.  | 1971.  | 1981.  | 1991.  | 2001.  | 2011.  |
| ------ | ------ | ------ | ------ | ------ | ------ | ------ | ------ | ------ |
| 10.208 | 10.611 | 11.345 | 11.027 | 10.674 | 11.224 | 11.372 | 12.306 | 14.589 |